# Helius (Idiohelius) melanolithus
Helius (Idiohelius) melanolithus is een tweevleugelige uit de familie steltmuggen (Limoniidae). De soort komt voor in het Australaziatisch gebied.